# Walter Forrest
Pour les articles homonymes, voir Forrest.
Pas d'image ? Cliquez ici

a Compétitions nationales et continentales officielles uniquement.

b Matchs officiels uniquement.
Dernière mise à jour le 09/02/2017.
Walter Torrie Forrest, né le 14 novembre 1880 à Kelso (Écosse) et mort le 19 avril 1917 à Gaza en Palestine, est un joueur de rugby écossais, évoluant au poste d'arrière pour l'Écosse.

## Carrière
Walter Forrest joue son premier test match le 7 février 1903 contre l'équipe du pays de Galles.
Il dispute son dernier test match le 25 février 1905 contre l'équipe d'Irlande.
Il joue 8 matchs et inscrit 1 transformation.
Il meurt au cours de la Première Guerre mondiale lors de la seconde bataille de Gaza.

## Palmarès
- 8 sélections pour l'Écosse.
- 1 transformation
- 2 points
- Sélections par année : 3 en 1903, 3 en 1904, 2 en 1905
- Participation aux tournois britanniques en 1903, 1904, 1905
- Triple couronne dans le Tournoi britannique de rugby à XV 1903.
- Victoire dans le Tournoi britannique de rugby à XV 1904.